# Calcio ai Giochi della XXI Olimpiade
Il torneo di calcio della XXI Olimpiade fu il sedicesimo torneo olimpico ed il settimo ad essere disputato dalle nazionali olimpiche. Si svolse dal 18 al 31 luglio 1976 in quattro città (Montréal, Toronto, Ottawa e Sherbrooke) e vide la vittoria per la prima volta della Germania Est. Per questa edizione del torneo venne adottato come pallone ufficiale Telstar Durlast, una variante della classica palla con dodici pentagoni neri e venti esagoni bianchi.
Originariamente avrebbero dovuto presentarsi 16 squadre, ma vi furono quattro defezioni prima dell'inizio del torneo e si riuscì a porne rimedio ad una soltanto, sicché il torneo si disputò tra 13 squadre. Ciò comportò che tre dei quattro gironi videro alla partenza tre squadre e quindi si risolsero in tre incontri invece di sei.
Potevano essere impiegati solo calciatori dilettanti.

## Squadre partecipanti
L'Uruguay scelse di ritirarsi un mese prima dell'inizio del torneo ed in sua sostituzione vennero chiamate prima l'Argentina e poi la Colombia, ma entrambe declinarono l'invito. La FIFA scelse quindi di invitare Cuba.
Ghana, Nigeria e Zambia invece boicottarono i Giochi olimpici per protestare contro la presenza della Nuova Zelanda, la cui nazionale di rugby tenne una tournée in Sudafrica (all'epoca escluso dalle manifestazioni sportive per la sua politica di apartheid).
Nota bene: nella tabella sottostante si tengono conto solo delle partecipazioni e dei piazzamenti ottenuti dalle nazionali olimpiche.
| Squadre          | Confederazione | Data di qualificazione certa | Motivo della partecipazione                                        | Ultima apparizione     | Miglior risultato                                 |
| ---------------- | -------------- | ---------------------------- | ------------------------------------------------------------------ | ---------------------- | ------------------------------------------------- |
| Canada           | CONCACAF       | 12 maggio 1970               | Rappresentativa nazionale del paese organizzatore                  | Esordiente             | -                                                 |
| Polonia          | UEFA           | 10 settembre 1972            | Campione in carica                                                 | Monaco di Baviera 1972 | Oro (Monaco di Baviera 1972)                      |
| Brasile          | CONMEBOL       | -                            | 1º classificato nel gruppo unico di qualificazione                 | Monaco di Baviera 1972 | Quarti di finale (Helsinki 1952)                  |
| Corea del Nord   | AFC            | -                            | Vincitrice del gruppo 2 di qualificazione                          | Esordiente             | -                                                 |
| Cuba             | CONCACAF       | -                            | Sostituzione dell'Uruguay                                          | Esordiente             | -                                                 |
| Francia          | UEFA           | -                            | Vincitrice del gruppo 4 di qualificazione                          | Città del Messico 1968 | Quarti di finale (Città del Messico 1968)         |
| Germania Est     | UEFA           | -                            | Vincitrice del gruppo 2 di qualificazione                          | Monaco di Baviera 1972 | Bronzo (Tokyo 1964 e Monaco di Baviera 1972)      |
| Guatemala        | CONCACAF       | -                            | 2º classificato nel gruppo unico del terzo turno di qualificazione | Città del Messico 1968 | Quarti di finale (Città del Messico 1968)         |
| Iran             | AFC            | -                            | Vincitore del gruppo 1 di qualificazione                           | Monaco di Baviera 1972 | Primo turno (Tokyo 1964 e Monaco di Baviera 1972) |
| Israele          | AFC            | -                            | Vincitrice del gruppo 3 di qualificazione                          | Città del Messico 1968 | Quarti di finale (Città del Messico 1968)         |
| Messico          | CONCACAF       | -                            | 1º classificato nel gruppo unico del terzo turno di qualificazione | Monaco di Baviera 1972 | Quarto posto (Città del Messico 1968)             |
| Spagna           | UEFA           | -                            | Vincitrice del gruppo 3 di qualificazione                          | Città del Messico 1968 | Quarti di finale (Città del Messico 1968)         |
| Unione Sovietica | UEFA           | -                            | Vincitrice del gruppo 1 di qualificazione                          | Monaco di Baviera 1972 | Oro (Melbourne 1956)                              |

## Stadi
| Città      | Stadio            | Capacità |
| ---------- | ----------------- | -------- |
| Montréal   | Stadio Olimpico   | 71.617   |
| Toronto    | Varsity Stadium   | 21.379   |
| Ottawa     | Lansdowne Park    | 20.083   |
| Sherbrooke | Stadio Municipale | 4.200    |

## Formula
Le sedici squadre vennero divise in quattro gironi all'italiana di quattro squadre ciascuno.
Le prime due classificate di ogni girone si sarebbero qualificate per la fase ad eliminazione diretta, composta da quarti di finale, semifinali, finale per il 3º posto e per il 1º posto.

## Risultati

### Fase a gruppi

#### Gruppo A
| Squadra      | P.ti | G | V | N | P | GF | GS | DR |
| ------------ | ---- | - | - | - | - | -- | -- | -- |
| Brasile      | 3    | 2 | 1 | 1 | 0 | 2  | 1  | +1 |
| Germania Est | 3    | 2 | 1 | 1 | 0 | 1  | 0  | +1 |
| Spagna       | 0    | 2 | 0 | 0 | 2 | 1  | 3  | -2 |
| Nigeria      | 0    | 0 | 0 | 0 | 0 | 0  | 0  | 0  |

| Toronto 18 luglio 1976 | Brasile  | 0 – 0 referto | Germania Est | Varsity Stadium (21.643 spett.)\| Arbitro: \| Paterson \| |
| Arbitro:               | Paterson |               |              |                                                           |

| 18 luglio 1976 | Spagna | – | Nigeria |  |

| Arbitro: | Schiller |

|                       |           |              |
| Rosemiro 7’ Fraga 47’ | Marcatori | 14’ Idigoras |

| 20 luglio 1976 | Nigeria | – | Germania Est |  |

| Arbitro: | Winsemann |

|            |           |  |
| Dörner 46’ | Marcatori |  |

| 22 luglio 1976 | Brasile | – | Nigeria |  |

#### Gruppo B
| Squadra   | P.ti | G | V | N | P | GF | GS | DR |
| --------- | ---- | - | - | - | - | -- | -- | -- |
| Francia   | 5    | 3 | 2 | 1 | 0 | 9  | 3  | +6 |
| Israele   | 3    | 3 | 0 | 3 | 0 | 3  | 3  | 0  |
| Messico   | 2    | 3 | 0 | 2 | 1 | 4  | 7  | -3 |
| Guatemala | 2    | 3 | 0 | 2 | 1 | 2  | 5  | -3 |

| Toronto 19 luglio 1976 | Israele | 0 – 0 referto | Guatemala | Varsity Stadium (9.500 spett.)\| Arbitro: \| Rudnev \| |
| Arbitro:               | Rudnev  |               |           |                                                        |

| Arbitro: | Coerezza |

|                                                 |           |             |
| Schaer 14’ Baronchelli 33’ Rubio 78’ Amisse 90’ | Marcatori | 81’ Sánchez |

| Arbitro: | Namdar |

|                                       |           |          |
| Platini 7’, 86’ Amisse 41’ Schaer 82’ | Marcatori | 58’ Fion |

| Arbitro: | Michelotti |

|                 |           |                 |
| Rangel 19’, 44’ | Marcatori | 51’ Oz 55’ Shum |

| Arbitro: | Kuston |

|            |           |                  |
| Rangel 36’ | Marcatori | 8’ (aut.) Rergis |

| Arbitro: | Barreto |

|             |           |            |
| Platini 80’ | Marcatori | 75’ Peretz |

#### Gruppo C
| Squadra | P.ti | G | V | N | P | GF | GS | DR |
| ------- | ---- | - | - | - | - | -- | -- | -- |
| Polonia | 3    | 2 | 1 | 1 | 0 | 3  | 2  | +1 |
| Iran    | 2    | 2 | 1 | 0 | 1 | 3  | 3  | 0  |
| Cuba    | 1    | 2 | 0 | 1 | 1 | 0  | 1  | -1 |
| Ghana   | 0    | 0 | 0 | 0 | 0 | 0  | 0  | 0  |

| Ottawa 18 luglio 1976 | Polonia | 0 – 0 referto | Cuba | Lansdowne Park (29.417 spett.)\| Arbitro: \| Klein \| |
| Arbitro:              | Klein   |               |      |                                                       |

| 18 luglio 1976 | Iran | – | Ghana |  |

| Arbitro: | Prokop |

|              |           |  |
| Mazloumi 28’ | Marcatori |  |

| 20 luglio 1976 | Polonia | – | Ghana |  |

| Arbitro: | Coelho |

|                             |           |                       |
| Szarmach 48’, 75’ Deyna 51’ | Marcatori | 6’ Parvin 79’ Rowshan |

| 20 luglio 1976 | Ghana | – | Cuba |  |

#### Gruppo D
| Squadra          | P.ti | G | V | N | P | GF | GS | DR |
| ---------------- | ---- | - | - | - | - | -- | -- | -- |
| Unione Sovietica | 4    | 2 | 2 | 0 | 0 | 5  | 1  | +4 |
| Corea del Nord   | 2    | 2 | 1 | 0 | 1 | 3  | 4  | -1 |
| Canada           | 0    | 2 | 0 | 0 | 2 | 2  | 5  | -3 |
| Zambia           | 0    | 0 | 0 | 0 | 0 | 0  | 0  | 0  |

| Arbitro: | Helies |

|             |           |                 |
| Douglas 88’ | Marcatori | 8’ 11’ Onišenko |

| 19 luglio 1976 | Corea del Nord | – | Zambia |  |

| Arbitro: | Dorantes Garcia |

|                                     |           |             |
| An Se Uk 28’ Hong Song Nam 66’, 80’ | Marcatori | 51’ Douglas |

| 21 luglio 1976 | Zambia | – | Unione Sovietica |  |

| Arbitro: | Guruceta-Muro |

|                                      |           |  |
| Kolotov 76’ Veremeev 75’ Blochin 89’ | Marcatori |  |

| 23 luglio 1976 | Zambia | – | Canada |  |

### Fase ad eliminazione diretta
|  | Quarti di finale     | Quarti di finale |                  |         | Semifinali                | Semifinali                |  |  | Finale | Finale |
|  |                      |                  |                  |         |                           |                           |  |  |        |        |
|  |                      |                  |                  |         |                           |                           |  |  |        |        |
|  |                      |                  |                  |         |                           |                           |  |  |        |        |
|  | 1D. Unione Sovietica | 2                |                  |         |                           |                           |  |  |        |        |
|  | 1D. Unione Sovietica | 2                |                  |         |                           |                           |  |  |        |        |
|  | 2C. Iran             | 1                |                  |         |                           |                           |  |  |        |        |
|  | 2C. Iran             | 1                | Unione Sovietica | 1       |                           |                           |  |  |        |        |
|  |                      |                  | Unione Sovietica | 1       |                           |                           |  |  |        |        |
|  |                      | Germania Est     | 2                |         |                           |                           |  |  |        |        |
|  | 1B. Francia          | Germania Est     | 2                | 0       |                           |                           |  |  |        |        |
|  | 1B. Francia          |                  |                  | 0       |                           |                           |  |  |        |        |
|  | 2A. Germania Est     | 4                |                  |         |                           |                           |  |  |        |        |
|  | 2A. Germania Est     | 4                | Germania Est     | 3       |                           |                           |  |  |        |        |
|  |                      |                  | Germania Est     | 3       |                           |                           |  |  |        |        |
|  |                      | Polonia          | 1                |         |                           |                           |  |  |        |        |
|  | 1C. Polonia          | Polonia          | 1                | 5       |                           |                           |  |  |        |        |
|  | 1C. Polonia          |                  |                  | 5       |                           |                           |  |  |        |        |
|  | 2D. Corea del Nord   | 0                |                  |         |                           |                           |  |  |        |        |
|  | 2D. Corea del Nord   | 0                | Polonia          | 2       | Finale per il terzo posto | Finale per il terzo posto |  |  |        |        |
|  |                      |                  | Polonia          | 2       | Finale per il terzo posto | Finale per il terzo posto |  |  |        |        |
|  |                      | Brasile          | 0                |         |                           |                           |  |  |        |        |
|  | 1A. Brasile          | Brasile          | 0                | 4       | Unione Sovietica          | 2                         |  |  |        |        |
|  | 1A. Brasile          |                  |                  | 4       | Unione Sovietica          | 2                         |  |  |        |        |
|  | 2B. Israele          | 1                |                  | Brasile | 0                         |                           |  |  |        |        |
|  | 2B. Israele          | 1                |                  |         | 0                         |                           |  |  |        |        |
|  |                      |                  |                  |         |                           |                           |  |  |        |        |
|  |                      |                  |                  |         |                           |                           |  |  |        |        |

#### Quarti di finale
| Arbitro: | Michelotti |

|                                       |           |  |
| Löwe 27’ Dörner 60’, 68’ Riediger 77’ | Marcatori |  |

| Arbitro: | Velazquez |

|                           |           |                         |
| Minaev 40’ Zvjagincev 67’ | Marcatori | 82’ (rig.) Ghelichkhani |

| Arbitro: | Palotai |

|                                         |           |            |
| Jerbas 56’, 74’ Erivelto 72’ Júnior 88’ | Marcatori | 80’ Peretz |

| Arbitro: | Schiller |

|                                                 |           |  |
| Szarmach 13’, 49’ Lato 59’, 79’ Szymanovski 64’ | Marcatori |  |

#### Semifinali
| Arbitro: | Dorantes Garcia |

|             |           |                           |
| Kolotov 84’ | Marcatori | 59’ Dörner 66’ Kurbjuweit |

| Arbitro: | Paterson |

|                   |           |  |
| Szarmach 51’, 82’ | Marcatori |  |

#### Finale per il 3º posto
| Arbitro: | Klein |

|                           |           |  |
| Onišenko 5’ Nazarenko 49’ | Marcatori |  |

#### Finale per il 1º posto
| Arbitro: | Barreto |

| |            | |
| Schade 7’ Hoffmann 14’ Häfner 84’ | Marcatori  | 59’ Lato |
| · Croy · Dörner · Weise · Kurbjuweit · Lauck · Häfner · 86’ Riediger · Hoffmann · Kische · 68’ Löwe · Schade · A disposizione: · Grapenthin · Weber · Heidler · 86’ Bransch · Riedel · 68’ Gröbner | Formazioni | · Tomaszewski 16’ · Szymanowski · Żmuda · Maszczyk · Lato · Kasperczak · Deyna · Szarmach · Kmiecik · Wawrowski · Wieczorek · A disposizione: · Mowlik 16’ · Gorgoń · Rudy · Ćmikiewicz · Benigier · Ogaza |
| Buschner | Allenatori | Górski |

## Podio
| 2º posto Polonia | Campione olimpico di calcio maschile Germania Est 1º titolo | 3º posto Unione Sovietica |

| Pos | Squadra          | Formazione |
| --- | ---------------- | --- |
|     | Germania Est     | Bernd Bransch, Jürgen Croy, Hans-Jürgen Dörner, Hans-Ulrich Grapenthin, Wilfried Gröbner, Reinhard Häfner, Gert Heidler, Martin Hoffmann, Gerd Kische, Lothar Kurbjuweit, Reinhard Lauck, Wolfram Löwe, Hans-Jürgen Riediger, Dieter Riedel, Hartmut Schade, Gerd Weber, Konrad Weise. All. Georg Buschner.                                                 |
|     | Polonia          | Jan Benigier, Lesław Ćmikiewicz, Kazimierz Deyna, Jerzy Gorgoń, Henryk Kasperczak, Kazimierz Kmiecik, Grzegorz Lato, Zygmunt Maszczyk, Piotr Mowlik, Roman Ogaza, Wojciech Rudy, Andrzej Szarmach, Antoni Szymanowski, Jan Tomaszewski, Henryk Wawrowski, Henryk Wieczorek, Władysław Żmuda. All. Kazimierz Górski.                                         |
|     | Unione Sovietica | Vladimir Astapovskij, Oleh Blochin, Leonid Burjak, Vladimir Fëdorov, Mychajlo Fomenko, Viktor Kolotov, Anatolij Kon'kov, Viktor Matvijenko, Aleksandr Minaev, Leonid Nazarenko, Volodymyr Onyščenko, Aleksandr Vladimirovič Prochorov, Davit Q'ipiani, Stefan Reško, Volodymyr Troškin, Volodymyr Veremjejev, Viktor Zvjagincev. All. Valerij Lobanovs'kyj. |

## Classifica marcatori
6 reti
- Szarmach

4 reti
- Dörner

3 reti
- Platini
- Rangel
- Lato
- Onišenko

2 reti
- Jerbas
- Douglas
- Hong Song Nam
- Amisse
- Schaer
- Peretz
- Kolotov

1 rete
- Erivelto
- Fraga
- Júnior
- Rosemiro
- An Se Uk
- Baronchelli
- Rubio
- Häfner
- Hoffmann
- Kurbjuweit
- Löwe
- Riediger
- Schade
- Fion
- Ghelichkhani (1 rigore)
- Mazloumi
- Parvin
- Rowshan

- Oz
- Shum
- Sánchez
- Deyna
- Szymanovski
- Idigoras
- Blochin
- Minaev
- Nazarenko
- Veremeev
- Zvjagincev

Autoreti
- Rergis (1)